# Magda Maros
Magda Maros, née le 4 octobre 1951 à Budapest, est une escrimeuse hongroise.

## Carrière
Magda Maros participe aux Jeux olympiques d'été de 1976 ainsi qu'aux Jeux olympiques d'été de 1980. Elle remporte la médaille de bronze dans l'épreuve du fleuret par équipe lors des deux éditions. De plus, elle obtient la médaille d'argent en fleuret individuel lors des Jeux olympiques d'été de 1980.
En 1980, elle est désignée la sportive hongroise de l'année.